# Kloster Sankt Peter (Bludenz)

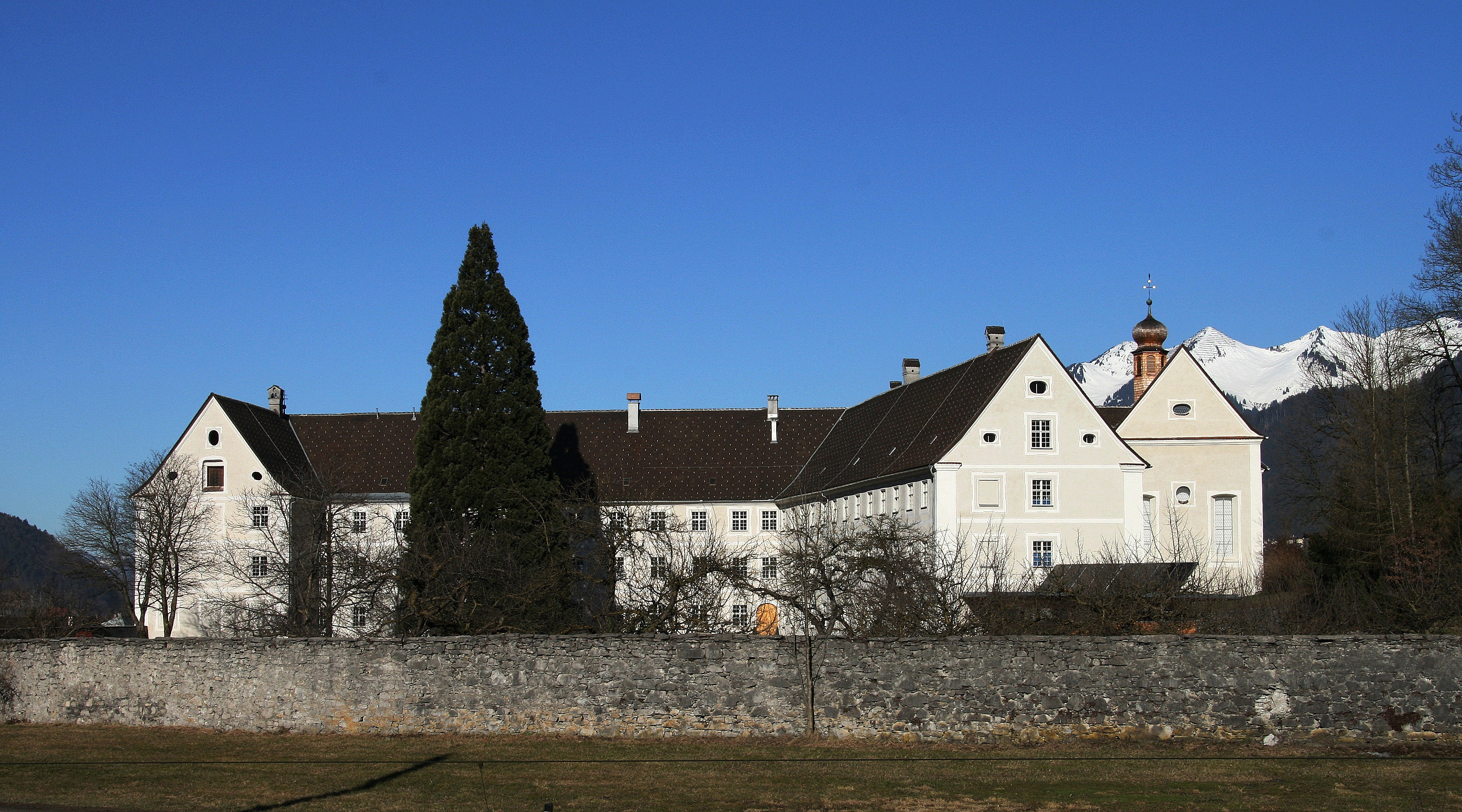
Dominikanerinnenkloster St. Peter in Bludenz

Das Kloster Sankt Peter ist ein Dominikanerinnenkloster in Bludenz, im österreichischen Vorarlberg. Das Kloster befindet sich am östlichen Stadtrand von Bludenz, am Eingang zum Montafon und Klostertal. Es ist das älteste heute noch bestehende in Vorarlberg.

## Geschichte
Graf Hugo I. von Werdenberg-Heiligenberg († 1280), der im Jahr 1274 der Stadt Bludenz das Stadtrecht verliehen hatte, vermachte 1278 den Augustinerinnen von Ottenbach bei Zürich das Patronatsrecht der ihm unterstehenden Kirche St. Peter östlich von Bludenz. Am 26. Juli desselben Jahres übergab der Churer Bischof, Graf Friedrich von Montfort († 1290), ein Cousin des Werdenbergers, den geistlichen Frauen bei St. Peter, die bisher noch keine bestimmte Regel befolgten, die Augustinusregel. Ob es sich bei diesen Frauen um eine Gemeinschaft von Beginen handelte oder bereits um eine Niederlassung des Klosters Ottenbach, lässt sich nicht sagen. Kurze Zeit später bestätigte der Bischof von Chur seinerseits ebenfalls die Schenkung der Kirche und das Patronatsrecht. Über die Vorgeschichte dieser Kirche in „valle Trusiana apud Bludina“ ist wenig bekannt, der hl. Petrus als Kirchenpatron lässt aber auf eine sehr alte Tradition schließen.
Die klösterliche Gemeinschaft, deren Fürsorge den Dominikanern übertragen wurde, erhielt schon bald selbst ein dominikanisches Gepräge. Ein Ablassbrief aus dem Jahr 1295, durch den Besuchern der Kirche und Wohltätern der Nachlass zeitlicher Sündenstrafen gewährt wurde, nannte als Tag für die Ablassgewinnung auch das Fest des hl. Dominikus, währenddessen der hl. Augustinus keine Erwähnung fand. Daraus lässt sich schließen, dass aus den „Schwestern von St. Peter“ inzwischen Dominikanerinnen geworden waren. Ausdrücklich als dem Predigerorden zugehörig, wurde das Kloster erstmals um das Jahr 1340 bezeichnet.

### Erster Klosterbau um 1286

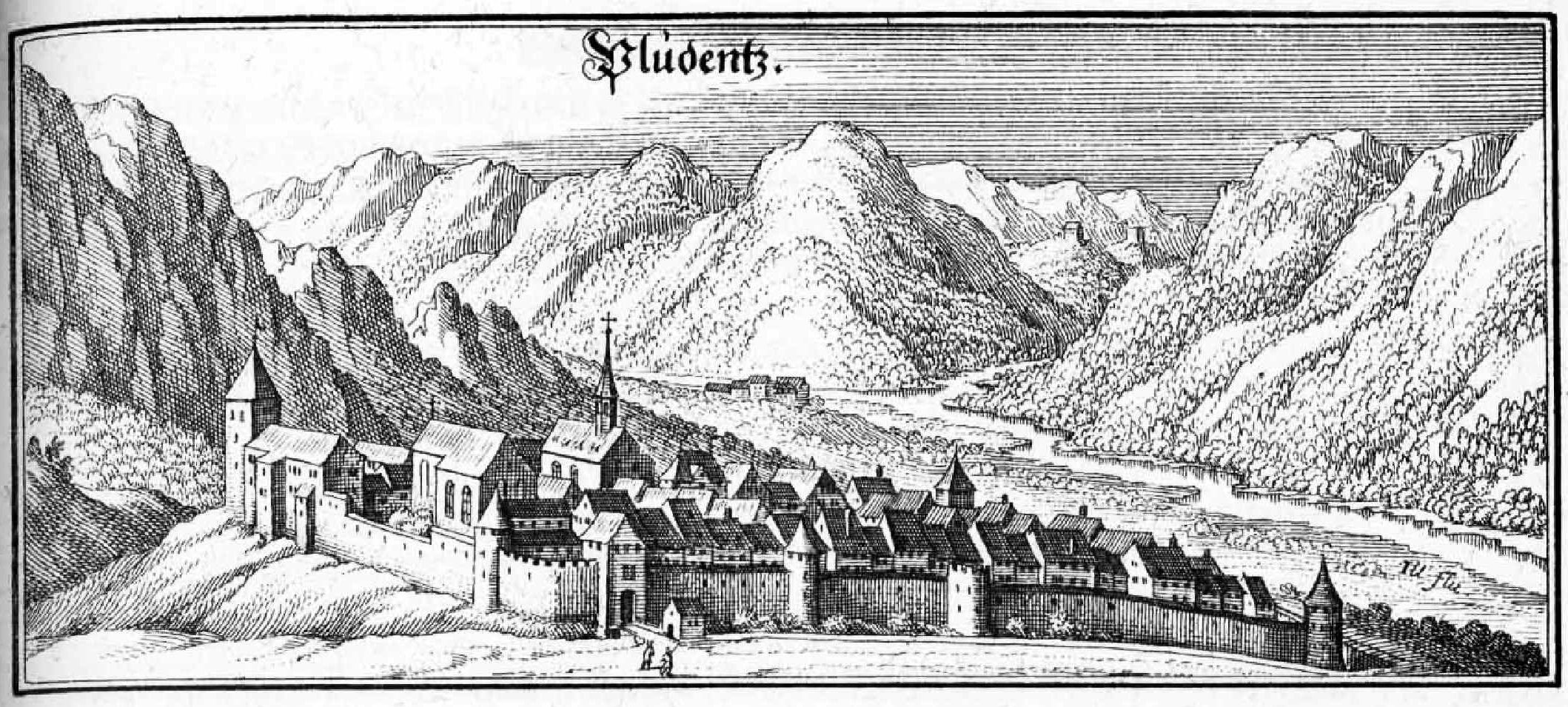
Merian-Stich mit St. Peter im Hintergrund

Der Klosterbau begann 1286 und dieser wurde bis 1354 erweitert. Das Kloster diente lange als Versorgungsinstitut für die Töchter des walgauisch-rheintalischen Adels sowie später der bürgerlichen und bäuerlichen Oberschichten der näheren Region.
1560 wütete in Bludenz die Pest. Alle Schwestern – bis auf eine – starben. Das Kloster blieb 16 Jahre lang verödet.
Der ursprüngliche von Augustinerinnen bewohnte Bau wurde nach Bränden 1552 und 1576 von Dominikanerinnen aus dem Kloster Hirschthal (Kennelbach) übernommen. Die Gebäude wurden 1613 bis 1616 wiederhergestellt.
1622 im Prättigauerkrieg flohen bis auf die drei ältesten alle Schwestern und 1656 wurde der Bau um ein weiteres Geschoß erhöht. Eine ursprüngliche Kirchenanlage wurde zwischen 1640 und 1644 von Hans Schueler erweitert.
Das Kloster erwarb mit Kaufbrief vom 22. April 1521 die oberhalb von Bürs auf dem Nordabfall des Rätikon in 1637 m Höhe gelegene Nonnenalpe, die bis heute genutzt wird.

### Errichtung der heutigen Anlage (1707–1709)
Die heutige Anlage wurde von 1707 bis 1709 errichtet, zwischen 1721 und 1723 erweitert und 1730 wurde die Klosterkirche Hl. Petrus geweiht. An der Altarwand befindet sich ein Kruzifix von 1735 des spätbarocken Bildhauers Johann Ladner (1707–1779) aus Tirol.
Von 1805 bis 1814 wurde im Kloster ein Militärspital geführt.
In der Nähe des Klosters befand sich auch ein Teil der Stadtbefestigung – das Stadttor im Osten der Stadt („Montafonertor“ oder „Kapuzinertor“); es wurde 1846 zusammen mit weiteren Teilen der ehemaligen Stadtbefestigung abgerissen. Von hier führte die Straße über den Arlberg und ins Montafon.
1920 wurden das Wirtschaftsgebäude und der Stall des Gehöftes beim Kloster durch einen Brand zerstört.

### Schulbetrieb im Kloster St. Peter (1939–1941)
Im Südtrakt des Klosters wurde 1939 die „Staatliche Oberschule für Jungen“ untergebracht (bis 1961), das spätere Gymnasium.
Das gesamte Vermögen des Dominikanerinnenklosters wurde am 9. Dezember 1941 zu Gunsten des Deutschen Reiches eingezogen und das Kloster war bis 1945 aufgehoben. Im Kriegsjahr 1944/45 wurde in der Schule ein Lazarett eingerichtet und im Mai 1945 bezogen französische Besatzungstruppen Station im Kloster. 1948 wurde die Klosterkirche restauriert.

### Schulbetrieb im Kloster St. Peter (1950–1961)
Im September 1950 konnte der Schulunterricht in den Räumlichkeiten des Klosters wieder in Form eines Österreichischen Staatsrealgymnasiums beginnen und im Jahre 1948 legten die ersten Schüler ihre Matura (Reifeprüfung) ab.
Das kleinste Klassenzimmer der Schule wurde umgangssprachlich „das Loch“ genannt – es lag im Erdgeschoß und hatte nur ein vergittertes Fenster zum Schulhof. Der Platzmangel in den unzureichenden Räumlichkeiten des Klosters wurde immer gravierender und konnte durch den Bau einer Schulbaracke 1952 in der Klosterwiese vor dem Haupteingang gegenüber dem Schulgebäude kurzfristig gelindert werden.
1961 nach dem Neubau der Schule im Bludenzer Unterfeld verließen die Schüler das Kloster und die neuen Räumlichkeiten wurden dort bezogen. 1964 wurde die Klosterkirche restauriert.
1997/1998 erfolgte eine Innenrestaurierung der Klosterkirche; 2006/07 wurde das ganze Kloster St. Peter umfassend renoviert und im September 2007 feierlich eingeweiht.

### Sonstiges
Der an der Südostecke der Klosteranlage vorbeiziehende Gleisbogen der Arlbergbahn wird entsprechend Klosterbogen genannt.